# Gabriel Éléonore Merlet de la Boulaye
Pour les articles homonymes, voir Merlet.
Gabriel Éléonore Merlet de la Boulaye, né à Angers le 3 avril 1736 et mort dans la même ville le 16 février 1807, est un botaniste angevin, professeur de sciences naturelles et créateur du jardin des plantes d'Angers.

## Biographie
Passionné par les sciences naturelles, Gabriel Éléonore Merlet de la Boulaye parcourt l'Europe pour des voyages d'études.
Il est le créateur de la première société de botanique de l'Anjou. C'est en tant que premier président de cette société qu'il préside à la création du jardin des plantes d'Angers en 1791.
Il enseigne les sciences naturelles à l'École centrale d'Angers jusqu'en 1802. Cette année-là, il fonde une école au cœur du jardin des plantes. Il est l'auteur d'un petit mémoire inédit sur les cépages du Maine-et-Loire, qui accompagnait un envoi de plants, en 1804, pour la constitution de la collection nationale des vignes du Luxembourg à Paris, en réponse à la demande du ministre de l’Intérieur Jean Chaptal.
Il meurt subitement au Jardin des plantes en 1807 à la suite d'une rupture d'anévrisme.